# Соломон Местель
Соломон Местель (1886–1966) — британсько-австралійський рабин українського походження.
Народився в Бродах, Галичина (нині Україна), він емігрував до Англії в 1908 році. У 1911 році він склав атестат зрілості Лондонського університету, отримав ступінь бакалавра з івриту та арамейської мови в 1914 році та ступінь магістра в 1919 році. Також у 1919 році він одружився з Рейчел Бродецький, сестрою Селіга Бродецького, і почав працювати священиком релігії.
У 1923 році він переїхав до Мельбурна, Австралія, де народився його син Леон Местель. Він став служителем синагоги Східного Мельбурна і був нагороджений семіхою в 1926 році. Соломон був активним масоном. Він був провідним прихильником зусиль Юдейської ліги наприкінці 1920-х років «підтримати традиційний юдаїзм» проти людей, які хотіли займатися спортом у суботу.
У 1930 році він повернувся до Лондона і був рабином у Форест Гейты до свого виходу на пенсію в 1951 році. Після виходу на пенсію він переклав кілька правових текстів на івриті англійською мовою. Помер 21 вересня 1966 року в Ессексі.